# As Chaves da Casa Branca
As Chaves da Casa Branca é um sistema de previsão para determinar o resultado das eleições presidenciais nos Estados Unidos que foi desenvolvido pelo historiador americano Allan Lichtman e pelo geofísico russo Vladimir Keilis-Borok em 1981.
Com este sistema, Lichtman previu corretamente os resultados de todas as eleições presidenciais de 1984 a 2020, com exceção de 2000.

## As 13 Chaves
The Keys to the White House é uma lista de verificação de treze declarações verdadeiras / falsas que dizem respeito às circunstâncias que cercam uma eleição presidencial. Quando cinco ou menos das afirmações a seguir são falsas, prevê-se que o partido titular vencerá a eleição. Quando seis ou mais são falsos, prevê-se que o partido titular perderá.
1. Ganhos de meio de mandato: após as eleições de meio de mandato, o partido titular detém mais cadeiras na Câmara dos Representantes dos EUA do que após as eleições de meio de mandato anteriores.
2. Sem contestação nas primárias: não há contestação séria para a indicação do partido em exercício.
3. Titular que busca a reeleição: O candidato titular do partido é o presidente titular.
4. Sem terceiros: não há terceiros significativos ou campanha independente.
5. Economia de curto prazo forte: A economia não entrou em recessão durante a campanha eleitoral.
6. Economia de longo prazo forte: O crescimento econômico real per capita durante o período é igual ou superior ao crescimento médio durante os dois períodos anteriores.
7. Mudanças importantes na política: A administração em exercício efetua mudanças importantes na política nacional.
8. Sem agitação social: Não há agitação social sustentada durante o mandato.
9. Sem escândalo: a administração em exercício não foi contaminada por grandes escândalos.
10. Nenhuma falha estrangeira / militar: A administração em exercício não sofre nenhuma falha importante em questões estrangeiras ou militares.
11. Grande sucesso estrangeiro / militar: A administração em exercício obtém grande sucesso em assuntos estrangeiros ou militares.
12. Titular carismático: O candidato do partido em exercício é carismático ou um herói nacional.
13. Desafiador pouco carismático: O candidato desafiador do partido não é carismático ou um herói nacional.

### Visão geral
Um candidato carismático, no que diz respeito às Chaves 12 e 13, é um candidato com uma personalidade extraordinariamente persuasiva ou dinâmica que lhe dá um apelo muito amplo. Lichtman considera James G. Blaine, William Jennings Bryan, Theodore Roosevelt, Franklin D. Roosevelt John F. Kennedy, Ronald Reagan e Barack Obama candidatos carismáticos. Em contraste, Donald Trump tinha um apelo intenso com apenas uma pequena fatia do eleitorado.
Essa qualidade também não é permanente: Barack Obama exalou carisma nas eleições de 2008, mas não conseguiu alcançar a mesma conexão com o público em 2012. Quanto a ser um "herói nacional", o candidato deve ser visto pelo público como tendo desempenhado um papel fundamental no sucesso de alguma empreitada nacional. Lichtman considera Ulysses Grant e Dwight Eisenhower como heróis nacionais, ambos grandes líderes de guerra.

## Registro de previsão de Lichtman
Em 2000, Lichtman previu que Al Gore seria eleito presidente. No final das contas, Gore ganhou o voto popular nacional, mas perdeu o Colégio Eleitoral e, portanto, não se tornou presidente. Normalmente, mas não necessariamente, o vencedor do voto popular nacional também ganha o Colégio Eleitoral, o órgão de votação que de fato seleciona o presidente. Foi o que aconteceu com Gore em 2000, e não acontecia na América desde 1888.
Em sua defesa, Lichtman argumenta que em 2000 ele previu especificamente o vencedor do voto popular nacional, que Gore de fato venceu. Em seu livro de 1988, The Thirteen Keys to the Presidency, Lichtman havia de fato definido seu modelo como a previsão do resultado do voto popular. No entanto, ele não lembrou os leitores dessa nuance em seus artigos de jornal, onde fez sua previsão para 2000.
Em 2016, Lichtman previu que Donald Trump venceria a eleição. Porem Trump perdeu o voto popular. Lichtman diz que depois da eleição de 2000, ele parou de prever o resultado do voto popular e simplesmente previu o presidente eleito, explicando que as discrepâncias entre o Colégio Eleitoral e o voto popular aumentaram drasticamente.
|                                | 1984           | 1988              | 1992              | 1996         | 2000           | 2004           | 2008         | 2012         | 2016            | 2020         | 2024          |
| ------------------------------ | -------------- | ----------------- | ----------------- | ------------ | -------------- | -------------- | ------------ | ------------ | --------------- | ------------ | ------------- |
| Titular (partido)              | Ronald Reagan  | George H. W. Bush | George H. W. Bush | Bill Clinton | Al Gore        | George W. Bush | John McCain  | Barack Obama | Hillary Clinton | Donald Trump | Kamala Harris |
| Desafiante (partido)           | Walter Mondale | Michael Dukakis   | Bill Clinton      | Bob Dole     | George W. Bush | John Kerry     | Barack Obama | Mitt Romney  | Donald Trump    | Joe Biden    | Donald Trump  |
| Midterm gains                  | Verdade        | Verdade           | Falso             | Falso        | Verdade        | Verdade        | Falso        | Falso        | Falso           | Falso        | Falso         |
| No primary contest             | Verdade        | Verdade           | Verdade           | Verdade      | Verdade        | Verdade        | Verdade      | Verdade      | Falso           | Verdade      | Verdade       |
| Incumbent seeking re-election  | Verdade        | Falso             | Verdade           | Verdade      | Falso          | Verdade        | Falso        | Verdade      | Falso           | Verdade      | Falso         |
| No third party                 | Verdade        | Verdade           | Falso             | Falso        | Verdade        | Verdade        | Verdade      | Verdade      | Falso           | Verdade      | Verdade       |
| Strong short-term economy      | Verdade        | Verdade           | Falso             | Verdade      | Verdade        | Verdade        | Falso        | Verdade      | Verdade         | Falso        | Verdade       |
| Strong long-term economy       | Falso          | Verdade           | Falso             | Verdade      | Verdade        | Falso          | Falso        | Falso        | Verdade         | Falso        | Verdade       |
| Major policy change            | Verdade        | False             | Falso             | Falso        | Falso          | Falso          | False        | Verdade      | Falso           | Verdade      | Verdade       |
| No social unrest               | Verdade        | Verdade           | Verdade           | Verdade      | Verdade        | Verdade        | Verdade      | Verdade      | Verdade         | Falso        | Verdade       |
| No scandal                     | Verdade        | Verdade           | Verdade           | Verdade      | Falso          | Verdade        | Verdade      | Verdade      | Verdade         | Falso        | Verdade       |
| No foreign/military failure    | Verdade        | Verdade           | Verdade           | Verdade      | Verdade        | Falso          | Falso        | Verdade      | Verdade         | Verdade      | Falso         |
| Major foreign/military success | Falso          | Verdade           | Verdade           | Falso        | Falso          | Verdade        | Falso        | Verdade      | Falso           | Falso        | Verdade       |
| Charismatic incumbent          | Verdade        | Falso             | Falso             | Falso        | Falso          | Falso          | Falso        | Falso        | Falso           | Falso        | Falso         |
| Uncharismatic challenger       | Verdade        | Verdade           | Verdade           | Verdade      | Verdade        | Verdade        | Falso        | Verdade      | Verdade         | Verdade      | Verdade       |
| False keys                     | 2              | 3                 | 6                 | 5            | 5              | 4              | 9            | 3            | 7               | 7            | 4             |
| Predicted winner               | Ronald Reagan  | George H. W. Bush | Bill Clinton      | Bill Clinton | Al Gore        | George W. Bush | Barack Obama | Barack Obama | Donald Trump    | Joe Biden    | Kamala Harris |
| Actual winner                  | Ronald Reagan  | George H. W. Bush | Bill Clinton      | Bill Clinton | George W. Bush | George W. Bush | Barack Obama | Barack Obama | Donald Trump    | Joe Biden    | Donald Trump  |

## Desenvolvimento
Enquanto participava de um jantar no Caltech em 1981, Allan Lichtman conheceu Vladimir Keilis-Borok, um importante geofísico russo. Ambos os homens eram estudiosos da Fairchild na Caltech. Keilis-Borok estava interessado em aplicar suas técnicas de previsão aos sistemas políticos democráticos. Isso não foi possível para ele fazer dentro da União Soviética, que era uma autocracia de partido único, e alguém no partido o encaminhou para Lichtman. Lichtman atraiu o interesse de Keilis-Borok porque ele era um historiador quantitativo que analisou matematicamente as tendências da história americana. Lichtman concordou em ajudar Keilis-Borok a aplicar suas técnicas de previsão às eleições presidenciais americanas.
Lichtman e Keilis-Borok examinaram dados coletados de todas as eleições presidenciais de 1860 a 1980 para identificar fatores que pareciam preditivos de resultados eleitorais. De seus próprios estudos sobre as eleições presidenciais americanas, Lichtman chegou à conclusão de que os eleitores, na verdade, não são muito influenciados pela encenação das campanhas eleitorais e, em vez disso, votam de acordo com o desempenho do presidente em exercício no cargo.
Lichtman e Keilis-Borok publicaram seu modelo de previsão em um artigo de 1981, e neste estágio seu sistema tinha apenas 12 questões. Posteriormente, eles expandiram para 13. Em 1982, Lichtman fez sua previsão para as eleições de 1984.

## Conclusões teóricas
Lichtman diz que a lição das 13 chaves é que a governança, e não a campanha, é o que determina quem vencerá as eleições presidenciais. Se os eleitores acharem que o país foi bem governado nos quatro anos anteriores, eles reelegerão o presidente em exercício ou o candidato do partido do titular; caso contrário, eles transferirão as funções da presidência para a oposição. Diante dessa percepção, Lichtman diz que os candidatos deveriam investir menos dinheiro e esforço em suas campanhas eleitorais, uma vez que, na verdade, elas têm pouco efeito no resultado.